# Lesbocles
Lesbocles (en llatí Lesbocles) va ser un retòric grec que va viure a Roma en temps de l'emperador Tiberi a la primera meitat del segle i. Va ser rival de Latró. Sèneca va conservar un curt fragment d'un dels seus discursos.